# Valérie Gauvin
Valérie Gauvin (Saint-Denis, Reunión, Francia; 1 de junio de 1996) es una futbolista francesa. Juega como delantera y su equipo actual es el Houston Dash de la National Women's Soccer League de Estados Unidos.

## Clubes
| Club                        | País           | Año         |
| --------------------------- | -------------- | ----------- |
| Toulouse FC                 | Francia        | 2011 - 2014 |
| Montpellier HSC             | Francia        | 2014 - 2020 |
| Everton Football Club Women | Inglaterra     | 2020 - 2022 |
| North Carolina Courage      | Estados Unidos | 2022        |
| Houston Dash                | Estados Unidos | 2022        |